# Cantonul Agde
Cantonul Agde este un canton din arondismentul Béziers, departamentul Hérault, regiunea Languedoc-Roussillon, Franța.

## Comune
- Agde (reședință)
- Bessan
- Marseillan
- Vias